# Вулька-Горишовська
Вулька-Горишовська (пол. Wólka Horyszowska) — село в Польщі, у гміні Ситно Замойського повіту Люблінського воєводства. Населення — 80 осіб (2011).

## Історія
За даними етнографічної експедиції 1869—1870 років під керівництвом Павла Чубинського, у селі здебільшого проживали греко-католики, усе населення розмовляло українською мовою.
У 1975—1998 роках село належало до Замойського воєводства.

## Демографія
Демографічна структура станом на 31 березня 2011 року:
|          | Загалом | Допрацездатний вік | Працездатний вік | Постпрацездатний вік |
| -------- | ------- | ------------------ | ---------------- | -------------------- |
| Чоловіки | 41      | 8                  | 29               | 4                    |
| Жінки    | 39      | 6                  | 19               | 14                   |
| Разом    | 80      | 14                 | 48               | 18                   |